# Sterling (Virginia)
Sterling ist ein Census-designated place im Vorortbereich von Washington, D.C. und liegt westlich der Hauptstadt in der Nähe des Washington Dulles International Airports in Loudoun County, Virginia. Das U.S. Census Bureau hat bei der Volkszählung 2020 eine Einwohnerzahl von 30.337 ermittelt.

## Ortschaften
Zu Sterling gehören die folgenden Ortschaften:
- Broad Run Farms (Postleitzahl 20165) ist ein Wohngebiet nördlich von Virginia State Route 7 und Virginia State Route 28, das 1952 eingegliedert wurde. Der offizielle Name ist Sterling bzw. Potomac Falls. Broad Run Farms grenzt im Norden an den Potomac River und im Westen an Broad Run. Die Gemeinde wurde 1950 gegründet, als Miskel's Farm, ein Schauplatz im Sezessionskrieg der den Konföderierten Capt. John Mosby bekannt machte, von einem US-Senats-Anwalt gekauft und unterteilt wurde.
- Dulles (Postleitzahl 20166) ist ein Gebiet unmittelbar am Washington Dulles International Airport, von dem es auch seinen Namen bekam.
- Potomac Falls (Postleitzahl 20165) – erbaut in den frühen 1990er Jahren. Der nördlichste Teil Sterlings, der sich offiziell sowohl Sterling als auch Potomac Falls nennen darf. Die Gemeinde besteht aus Lowes Island, Cascades, Countryside und Rivercrest und befindet sich am Ufer des Potomac River. Potomac Falls grenzt im Südosten an Great Falls und verfügt über eine Reihe von Einkaufszentren, Schulen und Gemeindezentren. Einige Golfplätze, u. a. der Lowes Island Club, befinden sich in Potomac Falls, ebenso die Potomac Falls High School.
- Sterling Park (Postleitzahl 20164) – eine im Jahr 1963 gegründete Wohnsiedlung auf dem Ackerland nahe dem Washington Dulles International Airport. Neben der Sterling Elementary School und der Park View High School befinden sich in Sterling Park auch eine Vielzahl an Geschäften, Parks und Kirchen sowie ein Kommunikationszentrum. In Sterling Park leben für die Region relativ viele Immigranten, die Kriminalitätsrate ist etwas höher als in den anderen Teilen Sterlings.
- Sugarland Run (Postleitzahl 20164) – erbaut in den 1970er Jahren. Die Häuser in Sugarland Run sind im Stil von denen in Sterling Park errichtet worden. Die Gemeinde verfügt über ein Gemeindezentrum in der Nähe des künstlich errichteten Willow Lake sowie rund 41 Kilometer Wanderwege. In Sugarland Run befindet sich auch die Dominion High School.

Das Land, auf dem Sterling entstand, war einst hauptsächlich von Farmen, Grünflächen und Wäldern bedeckt.
Man kann Sterling wohl zum Speckgürtel von Washington D.C. zählen, außerdem leben in diesem Gebiet sehr viele Regierungsangestellte. Neben zahlreichen Pendlern gibt es mittlerweile auch viele Leute, die in Sterling selbst arbeiten. Grund hierfür ist wohl die große Zahl an Firmen, die in Sterling bzw. nahe dem Flughafen ansässig sind (u. a. America Online, Orbital Sciences Corporation. AOL betreibt hier eines seiner wichtigsten Rechenzentren, in dem z. B. hauptsächlich AOL eMail abgewickelt wird).

## Öffentliche Dienste
Das Sterling Volunteer Fire Department stellt die Freiwillige Feuerwehr Sterling, der Sterling Volunteer Rescue Squad ist für den Rettungsdienst (EMS) zuständig. Beide sind Non-Profit-Organisationen und teilen sich zwei Stationen, eine in Sterling Park, die andere in Cascades. Der Sterling Volunteer Rescue Squad wurde 2006 vom EMS Magazine als bester freiwilliger Rettungsdienst der USA ausgezeichnet.
Das Loudoun County Sheriff’s Office und die Virginia State Police wirken in Sterling als Polizei.

## Persönlichkeiten
Folgende Persönlichkeiten wurden in Sterling geboren oder haben in Sterling gelebt:
- James D. Weaver (1920–2003), U.S. Kongressabgeordneter
- Basil White (* 1968), Comedian
- Patton Oswalt (* 1969), Comedian
- Hilarie Burton (* 1982), Schauspielerin
- Conor Shanosky (* 1991), Fußballspieler
- Pg. 99 (1998–2003), legendäre Punk/Emo-Band